# Catonsville
Catonsville és una concentració de població designada pel cens dels Estats Units a l'estat de Maryland. Segons el cens del 2000 tenia 39.820 habitants.

## Demografia
Segons el cens del 2000, Catonsville tenia 39.820 habitants, 15.503 habitatges, i 9.255 famílies. La densitat de població era de 1.098,2 habitants per km².
Dels 15.503 habitatges en un 25,7% hi vivien nens de menys de 18 anys, en un 46,7% hi vivien parelles casades, en un 9,9% dones solteres, i en un 40,3% no eren unitats familiars. En el 33,8% dels habitatges hi vivien persones soles el 17,4% de les quals corresponia a persones de 65 anys o més que vivien soles. El nombre mitjà de persones vivint en cada habitatge era de 2,3 i el nombre mitjà de persones que vivien en cada família era de 2,98.
Per edats la població es repartia de la següent manera: un 19,9% tenia menys de 18 anys, un 12% entre 18 i 24, un 27,2% entre 25 i 44, un 20,7% de 45 a 60 i un 20,2% 65 anys o més.
L'edat mediana era de 39 anys. Per cada 100 dones de 18 o més anys hi havia 81,9 homes.
La renda mediana per habitatge era de 53.061 $ i la renda mediana per família de 67.005 $. Els homes tenien una renda mediana de 44.705 $ mentre que les dones 33.420 $. La renda per capita de la població era de 25.254 $. Entorn del 2,8% de les famílies i el 4,6% de la població estaven per davall del llindar de pobresa.

## Poblacions més properes
El següent diagrama mostra les poblacions més properes.